# تیمو تیاهانتو
تیمو تیاهانتو (انگلیسی: Timo Tjahjanto) (به اندونزیایی: [tʃahˈjanto]؛ زادهٔ ۴ سپتامبر ۱۹۸۰) کارگردان، تهیه‌کننده و فیلم‌نامه‌نویس اندونزیایی است که بیشتر به خاطر آثار سینمایی‌اش در ژانرهای ترسناک و اکشن شناخته می‌شود.تیاهانتو مالک شرکت تولید فیلم مرها پیکچرز است.
از گزیده آثار کارگردانی او می‌توان به فیلم‌های شب برای ما می‌آید (۲۰۱۸)، شاید شیطان شما را ببرد (۲۰۱۸)، شاید شیطان شما را ببرد ۲ (۲۰۲۰)، چهار آدمکش خفن (۲۰۲۲)، ولگردهای سایه(۲۰۲۴) و هیچ‌کس ۲ (۲۰۲۵) است.